# さらば恋人
「さらば恋人」（さらばこいびと）は、1971年5月1日に発売された堺正章のソロデビューシングル。

## 解説
筒美京平が手がけた楽曲。オリコン週間チャートでは1971年6月28日付で8位となり初のTOP10入り。その後6位→4位→3位→2位→2位→2位→2位を記録したが、小柳ルミ子のデビューシングル『わたしの城下町』に阻まれ1位には届かなかった。
1971年のオリコン年間チャートでは10位にランクインし、同年暮れの第22回NHK紅白歌合戦に初出場した。
1971年の第13回日本レコード大賞では、本楽曲が大衆賞を受賞。なお、この年のレコード大賞は筒美関連の曲の受賞が多かった。
筒美が手がけた楽曲の一部をまとめた集大成CD-BOX『THE HIT MAKER -筒美京平の世界-』（2006/4/5）、およびオムニバスアルバム『筒美京平 GOLDEN HITSTORY 〜さらば恋人〜』（2012/12/26）に収録されている。また、のちに男性シンガーソングライター・山崎まさよしがカヴァーして筒美のトリビュート・アルバム『the popular music 〜筒美京平トリビュート〜』（2007/7/11）に収録されたほか、自身のカヴァー・アルバム『COVER ALL HO!』（2007/10/31）にも収録された。
なお、曲調が似ている、元ネタと言われることもあるアルバート・ハモンドの「カリフォルニアの青い空」は、「さらば恋人」の1年半後の1972年10月リリースである。

## 収録曲
- 両楽曲共に、作詞：北山修／作曲・編曲：筒美京平

1. さらば恋人（3分17秒）
2. 気らくに生きよう（3分16秒）

## カヴァーした主な歌手

### セルフカヴァー
- 北山修（作詞者） - 『青春詞歌集』（1981/12/21発売、1995/4/19にCD化〈TOCT-8847〉[2]）収録。
- 堺正章 - 『時の忘れ物』（2008/9/24発売、VICL-63014）収録[3]。

### カヴァー
- 平田隆夫とセルスターズ - 『愛の12章』（1971発売、VC-7502）収録。
- 串田アキラ - 『愛と青春の世界』（1971/11/5発売、ETP-8124）収録。
- 若子内悦郎&ヤング101 - 『ステージ101／若い旅』（1972/1/7発売、ETP-8151）収録。
- 小川知子 - 『別れてよかった』（1972/6/1発売、TP-8184）収録。
- 篠ヒロコ - 『デラックス—第2集』（1972発売、SKD-114）収録。
- 南沙織 - 『20才』（1974/12/10発売、1997/7/21にCD選書化〈SRCL-3967〉[4]）収録。
- 桜田淳子 - 『四人娘と筒美京平「筒美京平作曲家生活十周年記念」』（1976/5/25発売、SJX-10131）収録。
- 三波豊和 - 『青春よ翔べ』（1976発売、25AH-56）収録。
- 香坂みゆき - 『CANTOS2』（1991/6/21発売、FLCW-30106）収録。
- 佐久間学 - 『長い髪のBABE』（1991/10/25発売、PSDR-5149）収録。
- プリシラ・チャン - 『歸來吧』（1992/3発売、香港ポリドール）に広東語で収録（曲名・『胡思亂想』）。
- JAJAJAH ALL STARS - 「さらば恋人」（1992/6/21発売、SRDL-3483）収録。
- バナナギャングス - 『勝負をつけろ』（1992/11/28発売、AMCW-4151）収録。
- IZABA - 『IZABA』（1993/10/25発売、TKCM-78006）収録。
- 山崎ハコ - 『十八番』（1994/9/21発売、VICL-566）収録。
- 山本潤子 - 『SLOW DOWN』（1995/9/1発売、SRCL-3303）収録。
- WHO'S WHO - 「さらば恋人」（1997/2/21発売、FHDF-1613）収録。
- ORITO - 『ソウル・フード』（1997/5/21発売、VICL-60029）収録。
- アップル&ペアーズ - 『K.T.ゴールデン・リスペクターズ〜筒美京平グレーテスト・カヴァーズ』（1997/11/26発売、PICL-1159）収録。
- 門倉有希 - 『プリズムII』（2001/2/21発売、VICL-60694）収録。
- イズミカワソラ - 『東京フラミンゴ』（2003/1/21発売、SSDF-5005）に英語で収録。
- 岩崎宏美 - 『Dear Friends』（2003/3/21発売、TECN-30880）収録。
- 175R - 『Songs』（2003/6/18発売、TOCT-25070）収録。
- 佐藤竹善 - 『木蘭の涙』（2004/9/29発売、UPCH-5270）収録。
- 天童よしみ - 『よしみコレクション 〜歌心名曲選II〜』（2007/4/25発売、TECE-28690）収録。
- 山崎まさよし - 『the popular music 〜筒美京平トリビュート〜』（2007/7/11発売、UPCH-20031）収録。『COVER ALL HO!』（2007/10/31発売、UPCH-20052）収録。
- ジェロ - 『COVERS』（2008/6/25発売、VICL-62768）収録。
- 桑田佳祐 - DVD・BD『昭和八十三年度!ひとり紅白歌合戦』（2009/3/25発売、VIBL-700/1）収録。
- SKA☆ROCKETS - 『アトリエ ブラヴォのテーマ』（2010/7/7発売、IFFUK-008）収録。
- 野口五郎 - 『GORO Prize Years, Prize Songs 〜五郎と生きた昭和の歌たち〜』（2010/8/4発売、IOCD-20312）収録。
- 庄野真代 - 『Reminiscence blue』（2011/6/1発売、FLCF-5031）収録。
- Skoop On Somebody - 『Nice’n Slow Jam 15years limited』（2012/2/22発売、SECL-1068）収録。
- ASKA - 『「僕にできること」いま歌うシリーズ』（2013/3/27発売、POCS-22022）収録。
- 太田裕美 - 『tutumikko』（2014/4/2発売、DDCZ-1938）収録。
- 城南海 - 『サクラナガシ』（2015/1/21発売、PCCA-4146）収録。
- 南佳孝 - 『ラジオな曲たち〜NIGHT&DAY〜』（2016/3/2発売、CVOV-10030）収録。
- ダイアモンド☆ユカイ - 『Respect Ⅲ』（2016/3/9発売、UICZ-4343）収録。
- 髙橋真梨子 - 『ClaChic2 -ヒトハダ℃-』（2016/6/1発売、VIZL-968）収録。
- 白井貴子 - 『涙河（NAMIDAGAWA）白井貴子「北山修／きたやまおさむ」を歌う』（2016/6/15発売、CVOV-10032）収録。
- Goodies - 『Goodies Covers Collection』（2018/5/2発売、POCS-1685）収録。
- 吉岡聖恵 - 『うたいろ』（2018/10/24発売、ESCL-5117）収録。
- 平山みき - 『昭和歌謡を唄う』（2019/11/13発売、MHCL-30626）収録。
- 前田亘輝 - 『筒美京平SONG BOOK』（2021/3/24発売、SRCL-11419）収録。
- 掛川エミ - 『Home Humming』(2021/4/28発売、BAMR-1005) 収録。
- 上白石萌音 - 『あの歌-1-』（2021/6/23発売、UPCH-2225）収録。